# Музей братьев Гримм (Штайнау)
Музей братьев Гримм (Штайнау) (нем. Brüder Grimm-Museum Steinau) — дом-музей братьев Гримм в гессенском городе Штайнау, где прошло детство и юношеские годы братьев Гримм.

## История

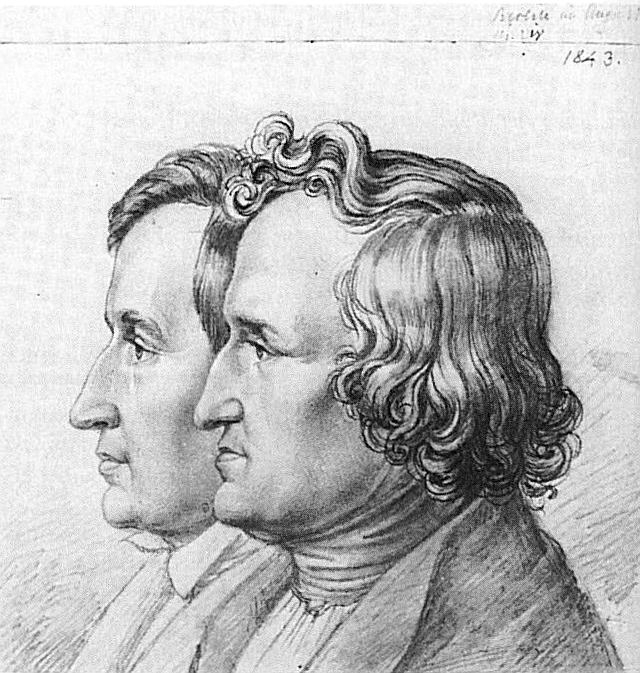
Джейкоб и Вильгельм Гримм. Карандашный рисунок Людвига Эмиля Гримма (1843)

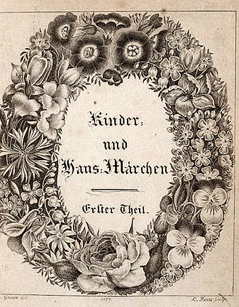
Сказки Гримм, иллюстрированный титульный лист первого тома второго издания 1819 года

Штайнау часто называют городом братьев Гримм, поскольку они провели здесь часть своей юности. Сюжеты сказок Гримм встречаются в Штайнау в росписи фасадов домов; бронзовые фигурки героев сказок установлены прямо на улицах. В городе проходят тематические фестивали, представления, кукольные спектакли.
Семья Гриммов переехала в небольшой городок Штайнау в 1791 году: сюда по службе был переведён глава семьи Филипп Вильгельм Гримм, юрист по профессии. В момент приезда в Штайнау Якобу было шесть, а Вильгельму пять лет. Оба брата были очень привязаны друг к другу, жили в одной комнате, любили одинаково одеваться, их первые школьные занятия также проходили совместно. Биографы братьев Гримм считают, что именно в детстве была заложена дружба и общность научных интересов. Братья росли в атмосфере тесного общения с природой, любили собирать растения, бабочек, страсть к коллекционированию сохранилась у них на всю жизнь. Первые уроки Якоб и Вильгельм получили у сестры своего отца тёти Шлеммер. Затем им преподавал домашний учитель Цинкхан, у которого по словам братьев, они мало чему могли научиться, кроме прилежания. К тому же — по словам Людвига Гримма — учитель Цинкхан был не чужд в своей педагогике телесным наказаниям. Вскоре братья Гримм переросли в знаниях своего учителя. После смерти отца семейства Филиппа Гримма (1796) семья вынуждена была съехать со служебной квартиры и поселиться в съёмном доме. Матери, оставшейся одной с шестью детьми, помогали родственники. Сестра матери Генриэтта Цимер жила в Касселе, куда она в 1798 году забрала Якоба и Вильгельма и поместила их в лицей. Они были ей всю жизнь за то, что получили хорошее школьное образование.
Экспозиция дома-музея братьев Гримм размещается в фахверковом здании XVI века (бывший дом городского правления), в котором работал отец братьев и проживала семья с 1791 по 1796 год. Музей был организован в 1998 году по инициативе городского Совета Штайнау и Общества братьев Гримм. В 18-и залах музея организована обширная экспозиция, посвящённая жизни, работе и влиянию братьев Гримм. Экспозиция музея знакомит с детскими и юношескими годами Якоба и Вильгельма Гриммов, которые они провели в Штайнау, с их творчеством. 
Детство и юность братьев Гримм, проведенных на Майне и Кинциге, показаны в выставочных залах на первом этаже музея, в частности, показаны трёхмерные объекты. Важность двух братьев как лингвистов и литературоведов представлена в другой комнате на первом этаже с помощью языковых карточек, факсимиле средневековых рукописей и многочисленных первых изданий их произведений.
В специальной комнате на первом этаже представлены художественные работы младшего брата братьев Гримм, художника и гравера Людвига Эмиля Гримма (1790–1863), которые внесли важный вклад в гессенское искусство своими многочисленными портретами, пейзажами и жанровыми изображениями, а также его карикатурами.
Весь верхний этаж Дома Братьев Гримм в Штайнау посвящен детским и домашним сказкам, самой известной работе Братьев Гримм, которая была распространена на более чем 160 языках по всему миру. Международная традиция сказок также изображена в виде народных «стихотворений народа», причем все основные европейские коллекции представлены в первых изданиях и изображениями из неаполитанских сказок Джамбаттисты Базиль и французских сказок Шарля Перро и братьев Гримм. Международная взаимосвязь сказок иллюстрируется на примере известных сказок, таких как Золушка, Спящая красавица или Красная Шапочка. Специальная инсталляция посвящена сказке «Луна». Один из залов музея предназначен для демонстрации видео и компьютерной анимации.
В музее проводятся вечерние мероприятия с чтением лекций, организуются художественные и другие специальные выставки. Среди экспонатов, полный «цикл Гримма» с 39 офортами известного британского художника Дэвида Хокни был выпущен в десятый юбилейный год 2008 года.
Директором музея является немецкий историк искусства Буркхард Клинг с момента его открытия в 1998 году, который принимал участие в разработке концепции музея, а в 2009 году переделал и модернизировал экспозицию музея.